# Neue Schleuse
Neue Schleuse [ˈnɔɪə ˈʃlɔɪzə] (auch als Rathenow-West bezeichnet) ist ein Stadtteil (Wohnplatz) der Stadt Rathenow im Land Brandenburg und war bis zur Eingemeindung 1950 eine eigenständige Gemeinde im Landkreis Jerichow II in der preußischen Provinz Sachsen bzw. 1947–1950 im Land Sachsen-Anhalt.

## Lage

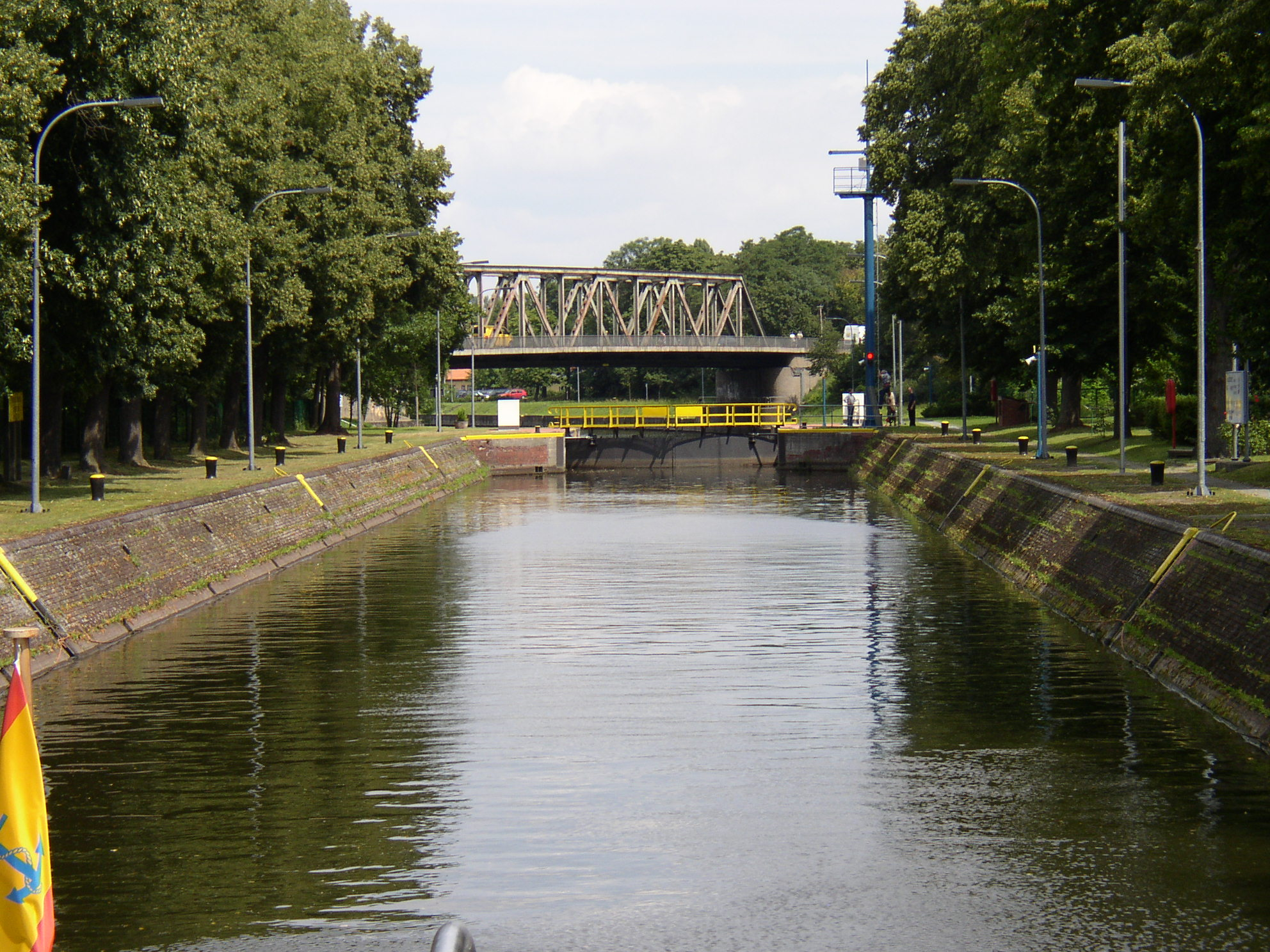
Namensgebende Hauptschleuse Rathenow mit Friedensbrücke im Hintergrund

Neue Schleuse liegt im Westen der Kernstadt Rathenow, westlich der Havel und des Hauptschleusenkanals. Vom Rathenower Stadtkern erreicht man den Stadtteil durch Überqueren der Havel über die Friedensbrücke. Von der Rathenower Altstadt ist es durch mehrere, Archen genannte Havelarme und durch diese gebildete Flussinseln getrennt.
Der Stadtteil grenzt im Westen und Süden an den Rathenower Ortsteil Steckelsdorf und im Norden an den Ortsteil Göttlin.
Neue Schleuse erstreckt sich nordwestlich und südöstlich der Hauptverkehrsachse des Stadtteils, der Genthiner Straße, bis zum Bau der Rathenower Ortsumgehung Teil der B188.
Die geschlossene Bebauung der Siedlung Neue Schleuse bildet mit der zu Steckelsdorf gehörigen Gebhardtsiedlung und dem südlich angrenzenden Wohnplatz Steckelsdorf Ausbau eine Einheit. Im Norden greift die Bebauung nach Überquerung des Schiepengrabens entlang der Göttliner Chaussee  auf das Gebiet des Ortsteils Göttlin über.

## Siedlungsstruktur

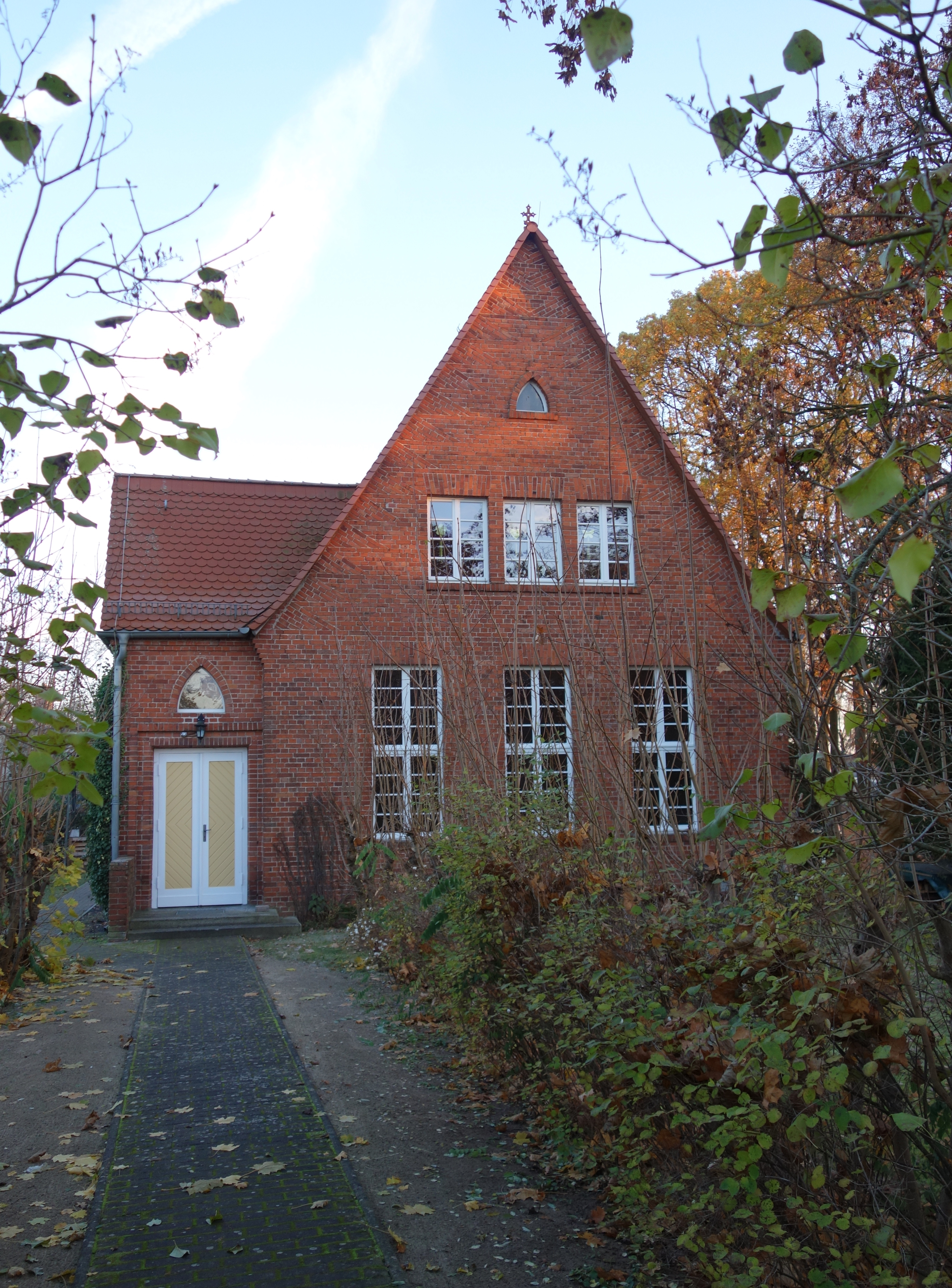
Ev. Gemeindehaus Neue Schleuse, errichtet 1929

Neue Schleuse besteht überwiegend aus einer lockeren Wohnbebauung aus Siedlungs- und Einfamilienhäusern, lediglich im Bereich der Hauptverkehrsachsen mit einer etwas verdichteteren zwei- oder dreigeschossigen Bebauung. Durchsetzt ist der Ort mit kleineren Gewerbebetrieben.
Es existiert ein eigener Friedhof (Städtischer Friedhof Rathenow/West) und eine Grundschule (Otto-Seeger-Grundschule).

## Kirchen
Religiöse Einrichtungen sind das Evangelisches Gemeindehaus Neue Schleuse (zur ev. Hoffnungskirchengemeinde im Elb-Havel-Winkel gehörig) sowie der Rathenower Königreichssaal der Zeugen Jehovas.
Katholische Gottesdienste finden nach Profanierung 2024 der katholischen Kirche St. Josef in Steckelsdorf Ausbau auch im Ev. Gemeindehaus Neue Schleuse statt. Neue Schleuse gehört wie Steckelsdorf zum katholischen Bistum Magdeburg, während die Kernstadt Rathenow mit seiner Kirche St. Georg zum Erzbistum Berlin gehört.

## Bevölkerung
| Jahr | Einwohner |
| ---- | --------- |
| 1903 | 300       |
| 1910 | 1352      |
| 1933 | 2135      |
| 1939 | 2505      |
| 1945 | 3100      |

Mit der Eingemeindung nach Rathenow wurden keine aktuellen Bevölkerungszahlen ausgewiesen.

## Geschichte
Auf dem heutigen Siedlungsgebiet fand am 15. Junijul. / 25. Juni 1675greg. die Schlacht um Rathenow im Schwedisch-Brandenburgischen Krieg statt.
Am 6. Mai 1819 kam es zu einem verheerenden Ortsbrand im Dorf Steckelsdorf, zu dem das spätere Siedlungsgebiet gehörte, ausgelöst durch ein Feuer in der Brandweinbrennerei des Bauern Bernhard Christian Gebhardt. Das gesamte Dorf brannte nieder, wurde in der Folge aber rasch wieder aufgebaut. Die Bauern Bölker, Ludwig und Gebhardt errichteten ihre Höfe nun jedoch außerhalb des Ortskerns, inmitten ihrer landwirtschaftlichen Flächen. Somit entstanden 1819 die Steckelsdorfer Wohnplätze Bölkershof, Ludwigslust und Gebhardtshof. Die spätere Gemeinde Neue Schleuse entstand aus der sich entwickelnden Siedlung um den Gebhardtshof (heute Gebhardtstraße 14).
1859 kam es zu einem Brand in Gebhardtshof. Die Siedlung wurde anschließend wieder aufgebaut und vergrößerte sich stetig. 1885 bestand der Wohnplatz aus acht Wohngebäuden. Durch den Bau der namensgebenden neuen Rathenower Hauptschleuse 1897–1901 nahm die Bevölkerung und die Bebauung deutlich zu. Im Jahr 1900 wurde das „Restaurant zur Neuen Schleuse“ an der Kanalbaustelle eröffnet. Die entstehende Siedlung entwickelte sich zu einem Vorort Rathenows. Das Bauland wurde von dem seit 1876 auf dem Gebhardtshof ansässigen Landeigentümer Otto Seeger (1868–1950) bereitgestellt, parzelliert und verkauft. 1903 lebten bereits 300 Einwohner im Ort. 1908 entstand die Schule des Ortes (die heutige Otto-Seeger-Grundschule), das Grundstück hierfür wurde von Otto Seeger gestiftet.
Am 1. Januar 1910 wurde aus der Siedlung Gebhardtshof die Landgemeinde Neue Schleuse gebildet und somit aus Steckelsdorf herausgelöst. Erster Gemeindevorsteher wurde Otto Seeger. 1935 wurde mit Inkrafttreten der Deutschen Gemeindeordnung die Landgemeinde in eine Gemeinde umgewandelt. Nach dem Zweiten Weltkrieg und der Gründung der DDR mehrten sich die Stimmen, die eine Eingemeindung der vorstädtischen Siedlung Neue Schleuse in die Stadt Rathenow forderten. Bereits im April 1946 stellte der Rathenower Oberbürgermeister Paul Szillat entsprechende Anträge an die Provinzialverwaltung und Besatzungsmacht. Die Gemeinde Neue Schleuse unter Bürgermeister Franz Archuth stellte sich jedoch dagegen. Am 1. Juli 1950 wurde Neue Schleuse und die benachbarte, bisher gemeindefreie Magazininsel aus dem Landkreis Jerichow II im nunmehrigen Land Sachsen-Anhalt herausgelöst und in die Stadt Rathenow im Land Brandenburg eingemeindet. Die Stadt Rathenow verlor gleichzeitig ihren Status als Stadtkreis und wurde in den Landkreis Westhavelland eingegliedert. Nach der Eingemeindung trug der Stadtteil offiziell den Namen Rathenow-West, wurde umgangssprachlich aber weiterhin als Neue Schleuse bezeichnet. Heute ist der Wohnplatz wieder unter dem Namen Neue Schleuse ausgewiesen.